# ポラーノの広場

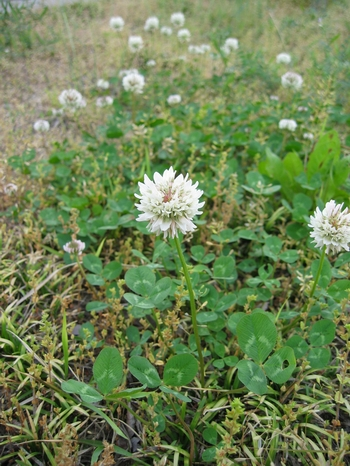
シロツメグサの花

『ポラーノの広場』（ポラーノのひろば）は、宮沢賢治の短編小説（童話）。賢治が亡くなった翌年の1934年（昭和9年）に発表された作品である。　賢治が自筆メモで「少年小説」や「長編」としてタイトルを挙げていた4つの作品（他の3つは「銀河鉄道の夜」「風の又三郎」「グスコーブドリの伝記」）の1つである。
イーハトーブを舞台に、博物局で働くキューストと農夫の子ファゼーロ少年たちが伝説のポラーノの広場を追い求め、ついに自ら理想の広場を実現するまでを描いた作品である。本作はキューストが執筆したという体裁が取られており、タイトルの後に「前十七等官　レオーノ・キュースト誌　宮沢賢治訳述」と記されている。

## 成立の経緯
本作は、複数の先駆作品をベースに1927年頃に初稿が成立したと推定されている。先駆作品としては以下のものがある。
- 童話「ポランの広場」 - 1924年以前に執筆されたと推定。1924年に花巻農学校の生徒に筆写させた草稿（欠落あり）のみが現存している。冒頭部は現存しないため、タイトルは全集編集者による命名。主人公のキュステが小学生のファゼロと「ポランの広場」に行き、山猫博士（デステゥパーゴという名前はない）らとの歌合戦に参加する物語で、「ポラーノの広場」と比較するとファンタジックな内容である。

- 戯曲「ポランの広場」 - 上記の童話をベースにして執筆したと推定される戯曲作品。1924年8月に花巻農学校の生徒を役者として上演された[3]。表紙タイトルのひとつには「第二幕」とあるが、戯曲として上演されたのはこれがすべてである[4]。キュステ、ファゼロの名前は童話と共通。作中の「牧者の歌」「ポランの広場の歌」には既存曲を流用してメロディーが付され、劇中で歌われている。

- 童話「毒蛾」 - 主人公（文部局の巡回視学官）が、イーハトブで大発生した毒蛾騒動について記したという体裁の作品。1922年もしくは1923年に岩手県で毒蛾が大発生した事件に取材して書かれたと推定されている。

このようにしていったん成立した本作であるが、『校本宮澤賢治全集 第10巻』（1974年）編集の際の草稿調査によって、1931年頃に最終章「六、風と草穂」の部分を中心に大きく手を加えられ、一部の草稿が本編から外されたことが確認された（それ以前の全集ではこの箇所を組み込んで本文を作成していた）。この改稿では「新しいポラーノの広場」についてキューストがファゼーロたちに演説したり、その場にいた人物からキューストが「ロザーロと結婚すればいい」と言われてキューストが否定するといった点が削られる一方、ファゼーロたちが語る事業の内容がより具体的なものになっている点で違いがある。またその場所も、「以前宴会の開かれていた広場」から、デステゥパーゴが手放した工場に変更されている。

## あらすじ
昔、モリーオ市の郊外の野原には、市民達が集って祭りを楽しんだというポラーノの広場があった。そこではよくコンサートやオーケストラがあり、どんな人でも上手に歌うことができるという伝説があった。
博物局員のキューストは、「5月のしまいの日曜日」に脱走したヤギを見つけてくれた少年のファゼーロから、最近ポラーノの広場が復活したという話を聞く。興味を持ったキューストは約10日後に羊飼いのミーロと三人でつめくさの灯をたどる探索をはじめるが、見つからない。あきらめかけていたが、さらに5日後、ファゼーロが、ついにポラーノの広場を見つけ出したというニュースを持ってきて騒然となる。
しかし広場に到着すると、そこは山猫博士ことデステゥパーゴ県議員らによる酒盛りの場であった。参加者による歌合戦が開かれる中、酔った山猫博士がファゼーロと悶着をおこし、食卓ナイフで決闘になってしまう。決闘は事なきを得たものの、その夜からファゼーロ少年が失踪してしまう。
失踪事件は警察沙汰となり、山猫博士も行方をくらませてしまう。ファゼーロが見つからないまま夏を迎え、キューストは出張帰りに立ち寄ったセンダード市で、偶然に憔悴した山猫博士を見つけ、山猫博士の決闘の夜の事情を知る。彼は工場の経営に失敗してヤケ酒を飲んで、騒ぎを起こしただけであり、失踪には関わっていないと言う話を聞いて別れる。
9月1日の夕方になって、ファゼーロが突然やってくる。少年はセンダード市で革染め工場で働いていたと打ち明けた。　二人は山猫博士の倒産した（密造酒？）工場を見て周りながら、この工場をもっと正直な会社に再建する夢を語り合う。　そして理想的な産業組合を運営して、本当のポラーノの広場を自らの手で造ろうと誓い合う。　　
7年後ファゼーロの経営する工場は軌道に乗り、生産されたハムと皮類と醋酸とオートミールはモリーオ市の特産品として出荷できるまでに成長した。キューストは3年後に博物局員を辞めて、大学の副手や農事試験場の技手などを務めた後、大都会のトキーオで働いていた。ある日、友達のできないキューストの元に楽譜が届く。そこには聞き覚えのあるポラーノの広場の歌が印刷されていて、キューストは昔の友人たちを懐かしむのであった。　

## 解説
キューストは賢治の生涯と多くの共通点が見られ、賢治の分身と言われている。またイーハトーブをはじめ、モリーオ市、センダード市、トキーオ市などは実在の地名をベースにして賢治が創作した地名と推定されている（イーハトーブの項目を参照）。
物語の舞台である「ポラーノの広場」は最初は「伝説の広場」であったが、探索の結果「政治家の酒盛り場」、「密造酒工場」としてキューストたちの前に現れ、最終的には「自分たちで積極的に打ち立てる理想的な共同組合」に収束する。　ポラーノの広場に登場する、この共同組合こそ、賢治の夢見た「農村のあるべき姿」だったとされている。ただし、キュースト自身はアドバイスを与える存在であって、産業組合に直接加わっていない点は『農民芸術概論綱要』の理想とは微妙に異なっている。